# Вікторія (озеро)
Вікто́рія, Вікторія-Ньянза, Укереве (англ. Victoria, Victoria Nyanza), мовою луо Nam Lolwe, луг. 'Nnalubaale — озеро в Східній Африці, розташоване в тектонічному прогині Африканської платформи. Найбільше озеро Африки, на кордоні Кенії, Уганди й Танзанії; має багату фауну; розвинені судноплавство і рибальство.
Відкрив озеро і назвав його на честь Королеви Вікторії британський дослідник Джон Геннінг Спік у 1858 році.

## Історія озера Вікторія

### Загальні відомості
Перша записана інформація про озеро Вікторія походить від арабських торговців, які подорожували внутрішніми маршрутами у пошуках золота, слонової кістки та інших коштовностей і рабів.
Відома старовинна карта, датована 1154 роком, що разом із коментарями її автора, мусульманського географа та картографа Мухаммада аль-Ідрісі, відома під назвою «Книга Рожера», яка чітко відображає точне уявлення про озеро Вікторія, і описує його як джерело Нілу.
Першим європейцем, який побачив озеро у 1858 році, був британський Джон Геннінг Спік, який досяг південного берега під час своєї подорожі з Річардом Френсісом Бертоном, які вивчали центральну Африку і знайшли Великі африканські озера. Вважаючи, що він знайшов витоки Нілу, та побачивши цей широкий простір відкритої води в перший раз, Спік назвав озеро на честь Королеви Вікторії. Бертон, який відновлювався від хвороби під час своєї стоянки далі на південь, перебуваючи на березі озера Танганьїка, був обурений від того, що стверджував Джон Спік, який вважав, що він відкрив справжнє джерело Нілу, а Бертон вважав, що це питання ще не вирішене. Ця публічна суперечка сколихнула значну частину тодішнього наукового середовища, тому інші дослідники також прагнули або підтвердити, або спростувати відкриття Спіка.
Відомий британський дослідник і місіонер Девід Лівінгстон зазнав у певному розумінні невдачу у своїй спробі перевірити відкриття Спіка, пішовши ще далі далеко на захід і замість підтвердження відкрив більшості світу систему річки Конго. Згодом валлійсько-американський дослідник Генрі Мортон Стенлі, за фінансування газети Нью-Йорк Геральд, провів експедицію, яка таки підтвердила істинність відкриття Джона Спіка, обігнувши все озеро по його узбережжю, та ще й відкрив його єдиний витік із водоспадом на північному березі озера.

## Географічний об'єкт— озеро Вікторія (топоніміка)

### Загальні відомості
Площа — 68 000 км2, довжина — 337 км, найбільша ширина — 275 км. Є частиною водосховища Вікторія. Має безліч островів. Впадає багатоводна річка Кагера, витікає річка Білий Ніл. Озеро судноплавне, місцеві жителі займаються рибальством.
Північне узбережжя озера перетинає екватор. Озеро при максимальній глибині 80 м відноситься до досить глибоких озер.
Озеро отримує величезну кількість води від дощів, більш ніж від всіх своїх приток. Тут дуже рясні опади.
В околицях озера проживає 30 мільйонів осіб.

### Походження озера
Озеро Вікторія є відносно молодим, в його теперішньому вигляді воно сформувалося тільки 400 000 років тому, коли внаслідок тектонічних рухів та значних розломів для більшості водяних артерій регіону був перекритий їхній сталий раніший потік, й більшість вод хлинули в велику долину-котловину, яка сформувалася внаслідок цих процесів. Але через таку особливість, як мілководдя, та обмежений приплив від навколишніх річок і велику площу поверхні по відношенню до його об'єму, озеро було дуже вразливим до кліматичних змін та кількості опадів. Це підтвердили шурфи породи, що дістали з його дна, які й показали, що озеро Вікторія висихало повністю три рази в своїй історії, ці цикли висихання, ймовірно, пов'язані з минулими льодовиковими періодами, (існують геологічно підтверджені випадки, коли опади скорочувалися в усьому світі, останній раз це було приблизно 17 300 років тому, і знову воно заповнилося лише на початок 14 700-х років).
У звичайних геологічних теоріях про тектоніку плит та континентів відомо, що вони плавають (переміщаються) на одному з шарів розплавленої породи — магми — на кілька кілометрів від земної кори. Чим вище щільність магми і низька щільність континентальної породи (формації) відбувається процес пересування континенту поверхнею планети, іноді ці різні тектонічні плити стикаються, а іноді і розходяться один від одного. Такі величезні райони стикання чи розходження плит називаються «зонами субдукції», де затягуються величезні блоки осадових порід вниз в гарячий камеру-магми, в якій вони тануть перетворюючись в магму. Місця земної кори над розплавленими зонами нагріваються, утворюючи вулкани, в яких продовжується тектонічний цикл — його наземна частина — виверження лави, землетруси, внаслідок яких занурені в магму донні площі виходять на землю у вигляді лави, створивши цикл руйнування і реформації.
Основна теорія стверджує, що Великий Розлом виник тому, що ті ж сили, що спричинили субдукцію, також створили на дні океану і в інших областях по всій планеті в тріщини й розломи, утворюючи нову континентальну кору. А через величезні конвекційні потоки у тепловому балансі магми, континентальної маси рухаються одна від одної, а також спричиняють значні розломи земної кори в цих областях.
В околицях долини Рифт є найбільші вулкани в Африці і у світі, у тому числі пік Кенія і гора Кіліманджаро. Деякі з них потухлі і в більшості випадків це сталося протягом сотень років тому. Всі вони представляють те, що геологи називають «щит-вулканами», які можуть мати вигляд дивної плями, сформованої навколо розігрітої плити з виходом магмою незвично близьких до поверхні місцях (вулкани та розломи). Кіліманджаро й інші кілька вулканів зливаються в більші, структури створюючи гірський хребет, де є дуже великі переломи під піками, з яких відбувалися раніше виверження магми. Гора Кіліманджаро, пік Елгон, пік Меру і багато інших гірських формацій розташовані на вершині хребта Дуал, що біля озера Вікторія. Один дуже цікавий аспект розлому в тому, що він починається як біфуркація та продовження депресії Афар, й, петляючи, переходить на захід до Рифт-Валлі, навколо озера Вікторія і потім вирушає на південь, де озеро Малаві заповнює величезну тріщину.

### Клімат
Клімат озера Вікторія тропічного типу, при температурах в діапазоні від 16 °C до 27 °C. З травня по липень південні вітри спричиняють переміщення водних мас на північ озера. Кількість опадів розподілено впродовж всього року, а два вологі періоди припадають на квітень та вересень-жовтень. Середньорічна кількість опадів становить 1450 мм. Січень 22
Липень +20

## Гідрологія (фізіографія)

### Річки озера Вікторія
Озеро Вікторія отримує майже всі (80 %) водні ресурси з прямих опадів. Основні річки у Кенійському секторі: Сіо, Нзойя, Яла, Ньяндо, Сондо Міріу, Могусі і Мігорі. Найбільша річка, яка впадає в озеро, — Кагера, притока з західної сторони озера. Єдина річка, що тече з озера Білий Ніл (Бахр-ель-Абіад), витікає з півночі та впадає спочатку в озеро Кйога потім в озеро Альберт і вже згодом до Нілу. Відрізок Білого Нілу від озера Вікторія до озера Кьога називається «Вікторія Нілу», який сформувався ще в далекі 12—14 тис. років тому. Об'єми води та рівень єдиного витоку озера відбуваються по-сезонно, забезпечуються менше 20 % від об'єму (водного) самого озера, решта приходить з дощами. Втрати води, почасти через відтік Білого Нілу, але головною проблемою є випаровування (в залежності від сезону і вітрів), ця втрата води становить від 31 до 124 мм на місяць.

### Гідрохімічний режим
В озері виявляються евтрофні умови. Вони виникли з кількох причин: часті виверження та пожежі в його басейні, з викидом сажі і золи, якими було засипано ширші площі озера, та підживлювалися через приплив річок-приток, а також від збільшення забруднення, пов'язаного з господарюванням вздовж її берегів.
Інші вчені явище евтрофії озера пов'язують з масовим вимирання видів Haplochromine. Родючість тропічних вод (як фауна так і флора) залежить від швидкості, з якою поживні речовини озера будуть перероблятися. Річки-притоки озера Вікторія поряд з водними ресурсами ще й надають свої поживні речовини до озера. Чрез це вважається, що більша частина поживних речовин озера Вікторія замкнені в донних осадових шарах, ці вегетативні елементи розпаду рослин та організмів накопичуються дуже повільно. Існує мало сумнівів, що Haplochromis відігравали важливу роль у насиченні детрит і планктоном водних шарів озера. Усунення з озера Haplochromis, можливо, сприяло збільшенню частоти цвітіння вод, які в свою чергу також можуть нести відповідальність за масову загибель риби.

### Властивості води
Озеро Вікторія має глибокі сезонні вертикальні перемішування, коли насправді озеро стає ізотермічним. Протягом червня та липня установлений термоклін руйнується під сезонним наступом південно-східних вітрів і протягом короткого періоду в кінці липня основна частина озера стає ізотермічним по глибині. Глибина і стійкість стрибка температур залежить від тривалості спокійного й теплого періоду, а їх частота залежить від масштабів кліматичних подій. В озері Вікторія, де термоклин найбільш часто зустрічається на глибині 30—40 м, повне перемішування цієї величезної водойми відбувається один раз на рік і часткове перемішування відбувається під час тривалих погодних сезонів.

## Узбережжя та населення

### Загальні відомості
- Природні ресурси узбережжя — 29 500 км² (62 %): Деревоподібна рослинність та скелі — 7000 км² (15 %): Трав'яниста рослинність, скелі і пагорби — 22 500 км² (47 %)
- Сільськогосподарські угіддя узбережжя — 15 500 км² (32 %): общинні оброблювальні землі — 11 000 км² (23 %): пасовища і перелогові землі — 4500 км² (9 %): Житловий райони і інше — 2700 км² (6 %).
- Всього — 47 700 км² (100 %).

### Населення
Скупчення населення (246 ос./км²) дуже сильно контрастує з майже порожніми територіями, що оточують регіон озера Вікторія (малообжиті — західні й південні райони басейну річки Конго та східні й північні степові плато Східної Африки).
Берега озера це площа контакту між народами різних мовних груп. Перші представляють мовну сім'ю Нілу та Сахари, що населяють південний Судан, північну Кенію та Уганду, які яскраво виражені особливо в районі на північний схід від озера (луо, календжин…). Іншу групу представляє мова Банту, характерна народностям, що населяють всю південну Африку (ганді, сукума, сога лухья …).
По самій береговій лінії озера говорять як на суахілі, так і банту, та ще й можна зустріти частину франкомовних представників. Вони всі в основному представляють християнські релігійні течії — католицькі і протестантські.

### Промисловість
- Первинна промисловість: Товарних культур (Кава, чай, бавовна, цукрова тростина).

Тваринництво (Молоко, м'ясо)
Рибальство (Нільський окунь, тілапія): Основні зернові культури (кава, пшениця, серго)
- Оброблювальна промисловість (Кава & обробка чаю, цукор, целюлоза, молочних продуктів, продуктів харчування, шкіри, текстилю)

### Транспорт
Пороми з'єднали основні порти озера Вікторія, Кісуму, Мванза, Букоба, Ентеббе, порт Белла і Джіндже. Вперше було побудовано в Сполученому Королівстві і введено в експлуатацію на початку двадцятого століття як продовження лінії залізничного підключенні прибережні міста Момбаса в Кенії в Кісуму на озеро [12]. Ці пороми допомагали відкрити в районі Великих озер. У 1996 році пором Букоба задля ефективного переміщення між Букоба і Мванза і але через зайву вагу пасажирів затонув, в результаті чого загинули сотні людей.

## Ресурси озера Вікторія та його узбережжя

### Флора і фауна
За 14 000 років після наповнення озера, річковими водами, відбулася й органічна колонізація озера Вікторія. Озеро Вікторія стало звичним середовищем проживання різних видів організмів які займають всі екологічні ніші. В озері Вікторія проживає багато ендемічних видів, один з них — цихліди. Після введення нільського окуня, розпочався людський механізм втручання в природне середовище, наслідком же стало явище евтрофікації води і навала гіацинта, тому автентичне біорізноманіття різко скоротилися. Багато організмів щезли, "завдяки втручанню людського чинника " деякі цихліди (Haplochromis — приміром) стерто з лиця планети. Але на сьогодні, найвитриваліші цихліди потроху виживають, уже починають пристосовуватися до цих нових умов, у тому числі змінюючи звички харчування.

#### Тваринний світ
Поєднання густого лісу, савани, рідколісся і боліт створило ідеальні умови для життя найрізноманітніших тварин. Деякі з яких — унікальні. Приміром, ситатунга зустрічається в Танзанії практично тільки на острові Рубондо. Ситатунга — це незвичайна антилопа, яка живе на болотах. Вона надзвичайно кумедна, особливо цікаві її копита — вони сильно подовжені (10 см) і широко розставлені, як пальмове листя. Крім того, тут мешкають слони, носороги, жирафи, шаблерогі антилопи, бегемоти, крокодили, шимпанзе, зелені мавпи, їжатці, мангусти, пітони, які можуть проковтнути невелику антилопу, мамби, кобри, гадюки, метелики і численні птахи: скопа, орли, чаплі-голіафи, ібіси і королівські лисиці та інші дрібніші представники африканської фауни.

#### Птахи
Озеро Вікторія є місцем міграції різних птахів.
У болотяній місцевості озера багато тварин знаходять їжу і місця для існування. Тут живе китоголов (Balaeniceps rex), який живиться рибою, а також жабами, молодими черепахами, і є рідкісним птахом, яка потребує охорони. Тут зустрічаються типові водно-болотні види птахів що мешкають в зарослях папірусу — Cisticola carruthersi, Acrocephalus rufescens, болотяна мухоловка (Muscicapa aquatica), Bradypterus carpalis і два види, що знаходяться під загрозою зникнення, водяна мухоловка (Chloropeta gracilirostris) і Laniarius mufumbiri.
Біля урізу води, ми можемо побачити куликів-довгоногів (Himantopus himantopus), бакланів (великий баклан (Phalacrocorax carbo) і африканський баклан, Phalacrocorax african) і різні чаплі (біла і чубата). Сірий мартин (Larus cirrocephalus) і крячок чорнодзьобий (Sterna nilotica) зустрінуться найчастіше у відкритих акваторіях далі від берега.

#### Комахи
Води озера Вікторія колонізували водні комахи (приміром Notonecta та інші), і ще більше личинок різних комах. Там над водами озера вони час від часу формують свої колонії перед появою над узбережжям несучи реальну небезпеку як людям так і їх свійським тваринам. Вони зароджуються та виростають саме в озері, перебуваючи ще в стані лялечки ці види (Trichoptera, Chaoborus (Коретра), Simuliidae, éphémères, Odonates (Бабки), Chironomes (Дзвінцеві), комарі та інші) стають дорослішими і злітають. Більшість з них є нешкідливими, але можуть бути причиною деяких хвороб та занепокоєнням для жителів цієї місцевості.
Приміром деякі комарі можуть передавати такі захворювання, як малярія, чікунгунья і жовта гарячка. На узбережжі при періодичних контактах великої рогатої худоби з мухою цеце, можуть відбутися рецидиви сонної хвороби, саме муха цеце й відповідає за поширення трипаносома (найпростіші). А Чорні мухи також можуть передавати хвороби, спричинені паразитами нематоди (онхоцеркоз, Філяріїдози).

#### Рослинний світ
- Основні види деревної рослинності — саванний ліс (Acacia, Albizia і Butyrospermum)
- Основні види трав'янистої рослинністю — (Cymbopogon, Hyparrhenia, Londetia і Cyperus papyrus).
- Основні види сільськогосподарських культур — Кукурудза, бавовна, сизаль, тютюн, бобові, цукрова тростина, кава, сорго, просо, пшениця й коренеплодів (маніоки і т. д.). Maize, cotton, sisal, tobacco, beans, sugar cane, coffee, sorghum, millet, wheat and root crops (cassava, etc.).

Озеро оточене саванами, на північному заході до берегів підступає вологий листопадно-вічнозелений екваторіальний ліс, впереміж з великими площами під вирощування сільгоспкультур. Великий ліс північного узбережжя тягнеться від басейну річки Конго.
У районі боліт та на узбережжі або на мілководді, існують різні види: Poaceae (Miscanthus violaceus, Leersia hexandra) з сфагнових (Sphagnum), Melastomataceae (Dissotis brazzaei), очерет, Рогіз (рід Typha) з pondweed (рід Potamogeton) і лілії (Nymphaea caerulea, Nymphaea Lotus).
Уздовж берегової лінії, місцях захищених від хвиль, росте набагато більше рослинності, яка іноді проникає в глибину саме деяких приток чи інших заводей. Саме серед цих рослин панівну роль відіграє папірус (Cyperus papyrus), який досягає висоти чотири або п'ять метрів. Папірус зростав протягом довгого часу на берегах Нілу (кілька тисяч років), але нині він зустрічається тільки в південній частині Судану і в районі озера Вікторія, де він охоплює великі площі. На узбережжі можна зустріти різноманіття папороті (Cyclosorus interruptus var. striatus), фікусів (Ficus verruculosa) і рослин родини Limnophyton (Limnophyton obtusifolium).
У затишних заводях є водні рослини, такі як bladderwort (Utricularia), з Hydrocharitaceae (гідрілла Валліснерія) а ще це ареал зростання водяного горіху, чиї плоди їстівні, Poaceae (злакові), трава бегемота і рослин роду Ceratophyllum. Всі вони допомагають створити середовище існування для багатьох дрібних тварин. А водяний салат (Pistia stratiotes), схоже, зник через розповсюдження іншої рослини, водяного гіацинта — латаття (Eichornia crassipes).

#### Іхтіофауна
- Флора: Простіші організми — макрофіти Typha spp., Phragmites spp., Cyperus papyrus, Potamogeton spp.

Плавучі макрофіти — Vossia.
Складні (Submerged) макрофіти — Ceratophyllum demersum, Hydrilla verticillata, Polygonum spp.
Фітопланктон — Melosira nyassensis, Lyngbya Contorta, Spirulina SPP., Anabaena SPP., Scillatoria SPP., Pediastrum clathratum, Fragillaria SPP., Cyclotella SPP., Cenedesmus SPP., Glenodinium
- Фауна

Зоопланктон — Daphnia SPP., Chydorus Sp., Leptodora Sp. Циклоп Sp., Diaptomus, Caridina nilotica, Philodina SPP., Keratella Sp., Asplanchna brightwelli, Limnocnida Victoriae.
Бентос (на мілководді) — Melania tuberculata, Bellamysa sp., Corbicula sp., Caelatura sp., Chaoborus sp., Chironomus sp.
Риба прісноводна — niloticus, Tilapia spp., Haplochromis spp., Labeo victorianus, Alestes baremose, Clarias spp., Bagrus docmac, Protopterus aethiopicus, Barbus, Scibe.
В озері водиться величезна кількість крокодилів.
А також тут досі живе риба Ланг, що жила тут 300 мільйонів років тому. Вона може вдихати і затримувати повітря в зябрах, як в легенях. Ця дуже рідкісна риба є сполучною ланкою між звичайними рибами та наземними тваринами.
Озеро Вікторія має більш ніж 500 видів риб, включаючи 300 ендеміків в роду Циклідів Haplochromis і два ендемічні види тілапії, що належать до роду Oreochromis (Oreochromis esculentus і Oreochromis variabilis). Нільського окуня (Lates niloticus) і тілапії нільської (Oreochromis niloticus) було завезено в озеро людиною. Є також види Lungfish, або африканських Lungfish (Protopterus aethiopicus), ця риба відмінна тим, що має легені й змушена дихати регулярно на поверхні. З моменту введення нільського окуня в 1950-х роках британськими поселенцями більш ніж 200 ендемічних видів і Haplochromis Oreochromis esculentus зникли й багато видів знаходяться під загрозою зникнення, навіть Lungfish.
Ракоподібні широко поширені в озері Вікторія. Є багато видів рачків (циклопів, Diaptomus …) ostracoda (черепашкові) і cladocerans (дафнії, босміна, лептодора, цидорус та інші). Схоже, що в останнє століття, сталася різка зміна в пропорціях ракоподібних всього зоопланктону озера Вікторія. Вид рачків порядку Cyclopoida збільшився з 8 % до 97 % всієї біомаси зоопланктону, сталося це між 1927 і 1990 роками, а рачки порядку Calanoida (наприклад Diaptomus) і cladocerans зменшилися на 50 і 40 % в порівнянні з 1927 роком — тепер це лише близько 2-1 % (за даними 1990 року). Ця зміна викликана більше через явище евтрофікації вод і модифікацій хижої фауни озера. В озері Вікторія є також два види вищих ракоподібних, ендемічного типу: креветки (Caridina nilotica) і краба (Potamonautes niloticus).
Молюски також є доволі численними — 126 видів і підвидів в озері, деякі з яких є ендеміки: равлик (Pila ovata, Bellamya Unicolor, Biomphalaria glabrata, Melanoides tuberculatus) і двостулковий молюск (виду Pisidium, Mutella, Coelatura і Sphaerium). Озеро Вікторія є домом для декількох видів кільчастих хробаків, п'явок і олігохет (Малощетинкові черви) (як Алма еміні) і коловертка (виду Brachionux і Anuraenopsis). Медуза є також ендемічним прісноводним Limnocnida Victoriae, міститься у прибережних районах, як і губка (як Spongilla nitens) в підводних скелястих місцях.

### Корисні копалини

#### Загальні відомості
Корисних копалин в озері немає.

### Перспективи природокористування та гідроресурси озера Вікторія

#### Гідроресурси озера
Гідроресурс озера проглядається в першу чергу збудованими електростанціями на узбережжі та басейні озера Вікторія.
Там де починається витік озера Вікторія — знаходиться селище Джіндже (Уганда). Саме тут 12000 років тому Білий Ніл пробився через природну загату з скель та гірських пасом. У 1952 році британські колоніальні інженери вдосконалили цю природну греблю та водосховище створивши першу на озері гідроелектростанцію. Через її турбіни проходить від 300 до 1700 кубометрів води в секунду (в залежності від рівня води в озері).
У 2002 році в Уганді завершено другий комплексу ГЕС, за сприяння Світового банку.
До 2006 року рівень води в озері Вікторія досяг 80-річного мінімуму, і Даніель Кулл, і незалежні гідрологи з Найробі, Кенії та Уганди підрахували, що витік води через гідростанції був приблизно в два рази більший, ніж це допускається відповідно до попередньо затвердженої угоди, тому це стало основною виною останніх катастрофічних змін рівня води в озері.

### Екологічні проблеми

#### Загальні відомості

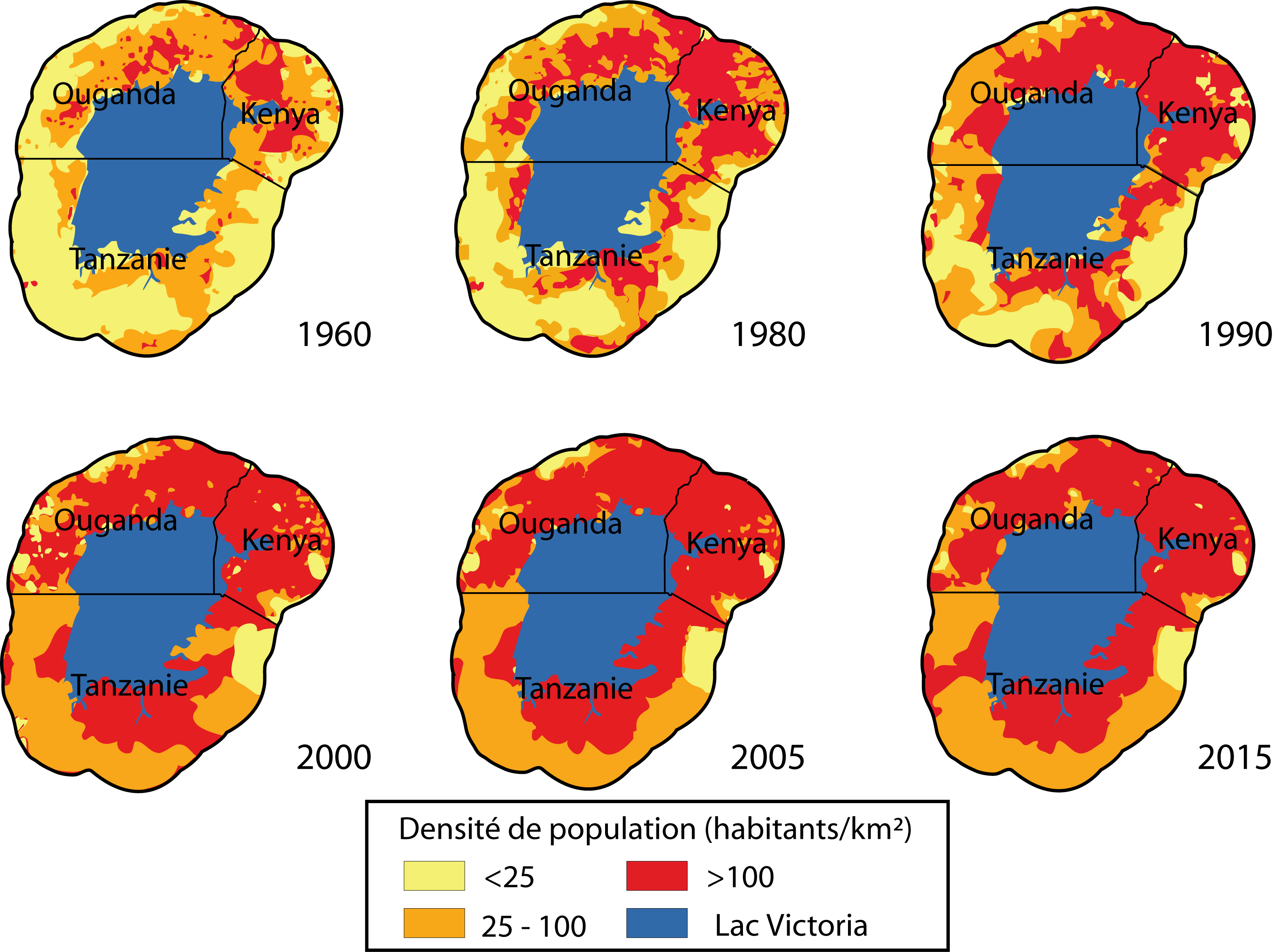
Зростання чисельності населення на узбережжі озера Вікторія

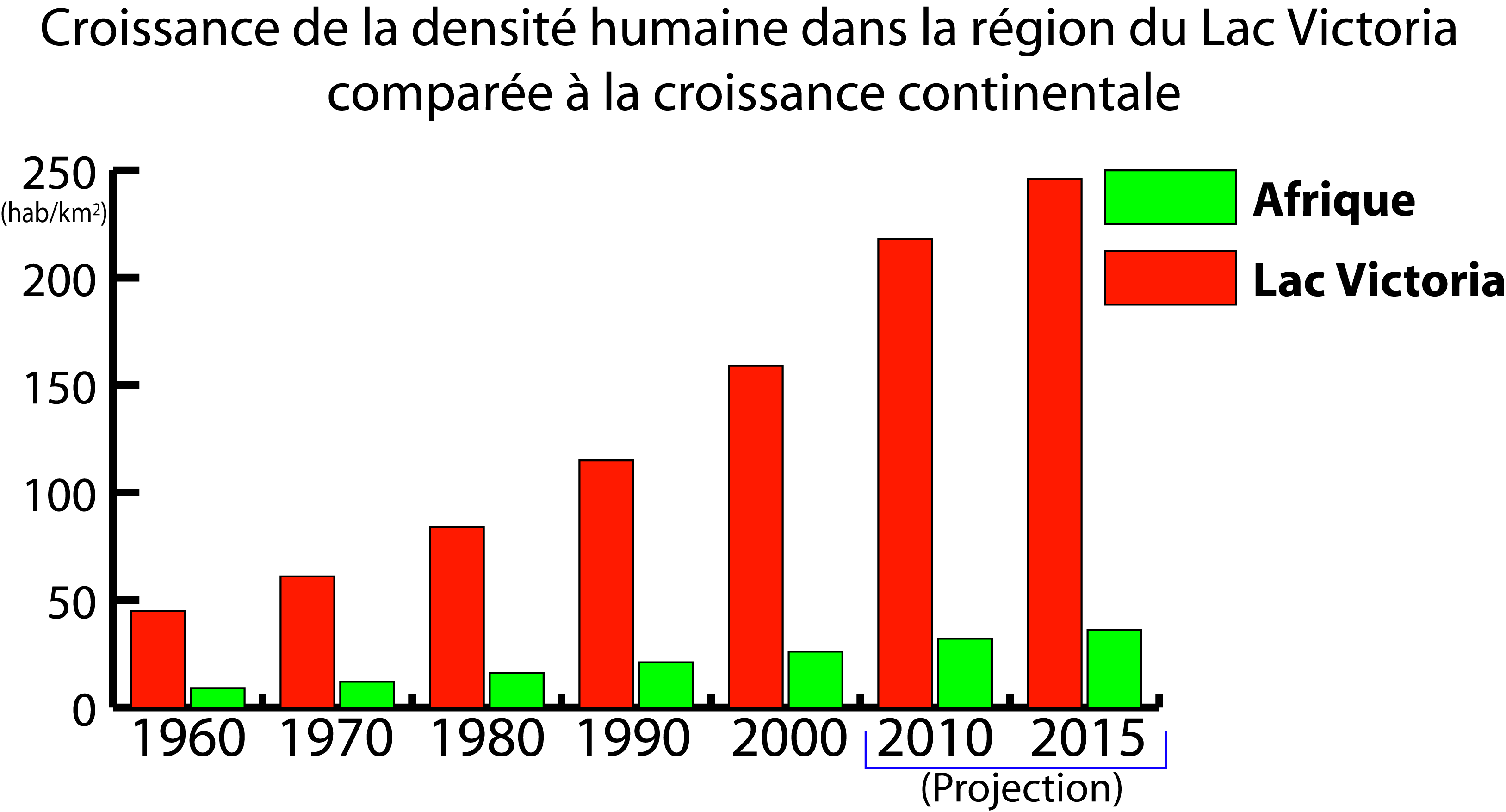
Динаміка зростання чисельності населення на узбережжі озера Вікторія в порівнянні з динамікою зростання чисельності населення Африки

Динаміка коливання рівня води в озері

Екологічний стан озера знаходиться в серйозній небезпеці через інтенсивне зростання чисельності місцевого населення, суцільної вирубки лісів по всьому узбережжю, надрозвиненої рибноекспортної індустрії і, як наслідок, зникнення більше 50 % місцевої риби (раніше тільки видів окуня-пеструна налічувалося близько 400), гіпертрофованого зростання водоростей і зливу неочищених стічних вод підприємств і каналізаційних вод прибережних поселень.
З метою збільшення поголів'я риб у води озера був випущений нільський окунь, що привело до зникнення багатьох видів місцевих риб. Заподіяний збиток величезний і в значній частці непоправний. Традиційний громадський спосіб життя з його привласнюючим господарством на озері був зруйнований і мало-помалу сходить нанівець.
Окрім евтрофікації та зливу стічних вод, за інтенсивне висихання озера відповідальні також водні лілії. Ці прісноводі рослини, що відрізняються надзвичайною стійкістю і інтенсивним розмноженням, були завезені до Африки на початку XX століття як прикраси. З тих пір вони інтенсивно поширюються. В кінці 1990-х водні лілії стали причиною різкого скорочення поголів'я риби в озері Вікторія, оскільки водні лілії поглинають з води значну кількість кисню. Крім того, їх вусики і листя блокують притоки і відтоки вод з озера, ускладнюють рибальство і судноплавство.
У зв'язку з падінням рівня води в озері Вікторія, на початку 2006 року представник «Організації зі зменшенню наслідків стихійних лих при ООН» повідомив, що Уганда споживає більше води з озера, чим це передбачено відповідним міжнародним договором, підписаним 50 років тому.

#### Евтрофікація Озера
Озеро піддається явищу евтрофікації і людською діяльністю. Наприклад, рівень фосфору, подвоївся протягом XX століття. Це збільшення в основному пов'язано з випуском та ромноженням в озері популяції нільського окуня, і комбінованої дії та переповненості-перенаселення (як у людей так і домашніх тварин) і збезлісення територій. Це, ймовірно, спричинило до вибуху типових ціанобактерій, популяція яких збільшилася майже в сім разів з середини 1960-х років. Ці бактерії почали створювати великі ділянки на поверхні озера в 1980-х роках і викликають цим всім загибель риби від розладу споживання кисню в озері.

#### Латаття— побороти шкідника
Озеро Вікторія, легендарний джерело Нілу і колиска ранньої людської цивілізації могло остаточно втратити свою здатність підтримувати життя людини. Довший час в минулі роки рибальської села озера Вікторія безлюдніли, і мільйони людей та мешканців самого озера стикалися з дислокацією та голодом, тому що на другому в світі за розмірами прісноводному озері правив бал водний гіацинт, ця рослина — Eichhornia crassipes попала сюди з Південної Америки. Занесена бельгійськими колоністами з Руанди як проста прикраса на їх володіннях (ставках та річках), а потім річками природним шляхом потрапила до озера Вікторія, де цю рослину побачили вперше в 1988 році, тоді ще не знали що ця красива квітка стане справжнім лихом, заполонивши майже 60 відсотків водної гладі всього озера, а до 1995 року уже 90 %, від усього угандійського узбережжя, завойоване цією рослиною. Водний гіацинт розвивався без будь-яких природних ворогів й своєю колонією спричинив екологічне лихо, він задушив в «своїх обіймах» все озеро, зменшуючи рибні запаси водойми, і шкодячи місцевій економіці, формуючи товсті мати рослинності зменшував кількість кисню в воді та викликав труднощі з транспортом, рибальством, створюючи проблеми для гідроелектростанцій та питного водопостачання регіону. Мешканці водойми потерпали від кисневої дислокації й гинули, рибалки постійно боролися з щільними зарослями цього бур'яну та втрачали терпець від мізерних уловів, а на березі їх чекали родини, котрі довший час жили надголодь, тому й залишали вони обжиті місцини, подавалися в міста чи інші краї, а села їх залишалися пусткою, озеро міліло й бідніло — потроху вмирало.
У 1998 році за кілька мільйонів доларів були закуплені машини та механізми і були відправлені до озера, така була європейська відповідь на екологічну біду після настійливих прохань в допомозі від урядів прибережних держав та світової громадськості. Різні світові хімічні компанії також створили свої відділення в Кампалі (Уганда), сподіваючись залучити ці та інші кошти й забезпечити всім необхідним для знищення водних бур'янів гербіцидами. Тільки от марно, в чергове водяний гіацинт переміг й поширив свій ареал в ще більшій пропорції. Згодом ще й Світовий банк виділив 9,3 млн дол. США для вирішення проблеми водного гіацинти як частину більшій проблемі великого озера Вікторія, та підтримавши відповідно екологічного управління проектом (LVEMP).
Але до кінця 1999 року бур'ян, який охоплює понад 12 000 га уздовж берегів Кенії та Уганді, раптово зникає. Допомога прийшла, коли на неї вже не чекали. Мільйони доларів викинутих на сучасні хімічні препарати, механічне втручання в діяльність озерної екосистеми та інші сучасні чи примітивні засоби — не допомагали боротися з цим шкідником, навпаки подекуди ще й додавали шкоди. Але одного разу, завдяки австралійським вченим, та з невеликою але суттєвою допомогою маленького південноамериканського жучка — було врятовано життя 30 мільйонів людей що живуть навколо озера, та ще й надалі вдалося впровадити ефективний метод біологічного контролю на озері та поступово видаляти бур'яни-руйнівники озера Вікторія зовсім не шкодячи навколишньому середовищу. До засмучених хіміків і продавців спецтехніки, приєдналися ще й частина чиновників, бо несподівано цей бур'ян почав пропадати — в чім причина — без суєти й порівняно невеликих фінансових витратах вдалося зупинити експансію морського-гіацинта (потроху почав відновлюватися верхній шар води), і тепер з'явилася надія що з озером буде все гаразд — воно з роками відновиться.

## Статус озера та туристичні можливості

### Статус озера
- Організації із захисту озера

Партнерською організацією «Живих озер» на озері Вікторія є OSIENALA (Товариство друзів озера Вікторія), некомерційна громадська організація, яка зареєстрована в Кенії, однак активна також у Танзанії й Уганді. 150 її членів становлять рибалки, селяни, дружини, гуртки натуралістів, громади, неурядові організації та наукові інститути регіону.
Нині OSIENALA займається боротьбою з бідністю 4 мільйонів аборигенів Кенії і прагнути зміцнити потенціал сусідських і родових громад з тим, щоб організувати їх діяльність та самоконтроль і самозахист навколишнього середовища в їхньому регіоні. В наш час[коли?] заснований «нащадок» Товариства друзів озера Вікторія — міжнародна організація ECOVIC — Організація східноафриканських громад з менеджменту ресурсів озера Вікторія.

### Заповідники озера Вікторія
На території озера знаходяться знамениті заповідники та Національні парки. Найцікавіший Національний парк острова Рубондо — Rubondo Island (450 кв. Км). Унікальність Рубондо в тому, що тут не можна переміщатися на машині (з метою збереження навколишнього середовища). І це дозволяє під час піших прогулянок побачити тварин з більш близької відстані, а ніж на джипі. На острові немає хижаків, тваринний і рослинний світ Рубондо надзвичайно багатий і різноманітний.

## Тварини і рослини
У його водах водиться величезна кількість крокодилів, а також тут досі живе риба ланг, що жила тут 300 мільйонів років тому.
На території озера знаходиться знаменитий національний парк острова Рубондо (450 км2).
На острові Рубондо немає хижаків, тваринний і рослинний світ Рубондо надзвичайно багатий. Поєднання густого лісу, савани і боліт створило ідеальні умови для життя найрізноманітніших тварин. Деякі з яких — унікальні. Наприклад, ситатунга зустрічається в Танзанії практично тільки на острові Рубондо. Ситатунга — це незвичайна антилопа, що живе на болотах. Крім того, тут мешкають слони, носороги, жирафи, бегемоти, крокодили, шимпанзе, зелені мавпи, їжатці, мангусти, пітони, які можуть проковтнути невелику антилопу, мамби, кобри, гадюки, метелики й чисельні птиці: скопи, орли, чаплі-голіафи, ібіси та королівські морозюки.